# Ojintse
Le torrent de l'Ojintse est un cours d'eau du canton du Valais en Suisse, et un affluent de la Printze, donc sous-affluent du Rhône.

## Géographie
De 5,3 km de longueur, l'Ojintse prend source au nord du Mont Rouge.